# Palazzo Corner Gheltof
Palazzo Corner Gheltof è un edificio civile veneziano sito nel sestiere di San Marco e affacciato sul Canal Grande a fianco del complesso Mocenigo.

## Storia
Costruito in data non identificata, venne parzialmente riedificato nel XVI secolo.

## Architettura
È caratterizzato dalla presenza di due facciate di differente datazione. Quella posteriore, rivolta su un ampio cortile, presenta ancora elementi bizantini, tra i quali una vera da pozzo risalente al X-XI secolo, parapetti con balconate archiacute e una scala scoperta. La facciata anteriore, risalente invece alla fine del XVI secolo, si organizza su un asse centrale composto da portale ad acqua, serliana e quadrifora e circondato da numerose monofore. A livello del secondo piano nobile sono presenti due stemmi: non si può definire con certezza se si tratti di originali o di copie ottocentesche. Il fronte principale culmina in un abbaino.